# Helavadites manicus
Helavadites manicus är en skalbaggsart som först beskrevs av August Reichensperger 1939.  Helavadites manicus ingår i släktet Helavadites och familjen stumpbaggar. Inga underarter finns listade i Catalogue of Life.